# Сюпрем Ен Те Ем
Suprême NTM (или само NTM) е френска хип-хоп група, сформирана през 1989 г. в департамента Сен Сен Дьони. Групата включва рапърите Джоуи Стар (Дидиер Морвил) и Куул Шен (Бруно Лопес). Имат издадени 6 албума.
Групата взима името си „NTM“ („Nique Ta Mère“, в превод: Еби си майката) от френския жаргон. Тя е известна със своята враждебност към полицията, песни за насилието и съдебните процеси с френските власти. Техния стил е главно хардкор рап, въпреки че последните им албуми включват фънк, соул и реге.
Групата критикува расизма и разликата в класите между бедни и богати във френското общество и през цялото време в началното им развитие, музиката им е свързана с насилието, но някои от следващите им албуми като Pose ton Gun (Свали оръжието) са категорично против насилието.
През 1998 групата издава последния си албум с оригинални материали под името „NTM“. След което Джо Стар и Коул Шен стартират техни собствени марки за повишаването на новите банди и брейк танците, също така и влизат в текстилната промишленост с марките 2High и Com-8 съответно на Куул Шен и Джоуи Стар.